# Cryptomerinx laphricornis
Cryptomerinx laphricornis är en tvåvingeart som beskrevs av Günther Enderlein 1914. Cryptomerinx laphricornis ingår i släktet Cryptomerinx och familjen rovflugor.
Artens utbredningsområde är Colombia. Inga underarter finns listade i Catalogue of Life.